# Parlement de l'Eswatini
12e législature
Bâtiment du Parlement
Le Parlement de l'Eswatini (en swati : Libandla ; en anglais : Parliament of Eswatini) est le parlement bicaméral du royaume d'Eswatini. Il est structuré en deux chambres :
- le Sénat constitue sa chambre haute. Il est composé de 30 membres. 20 membres sont nommés par le roi d'Eswatini, les autres sont sélectionnés par l'Assemblée de l'Eswatini.
- L'Assemblée de l'Eswatini forme sa chambre basse. Elle compte un nombre de membres variable, ne pouvant excéder 76. En 2023, elle en compte 70. 59 sont élus de manière uninominale dans des circonscriptions (les tinkhundla), les autres sont nommés par le roi.

Lomasontfo Dludlu est la première femme élue à ce Parlement, en 1993.